# Римский период в истории Боснии и Герцеговины
Римский период в истории Боснии и Герцеговины — эпоха правления Римской империи на территории современной Боснии и Герцеговины. Правление римлян началось после серии кровопролитных войн; первоначально территория современной Боснии и Герцеговины являлась частью провинции Иллирия.
Регион стал богатым источником полезных ископаемых для всей Империи: серебра, меди, железа и свинца. Для того, чтобы ускорить освоение территории и развитие горнодобывающей промышленности, римляне построили в провинции ряд поселений, дорог и военных лагерей. Правление римлян в Боснии сопровождалось романизацией местного населения: коренные народы стали использовать латинский язык и алфавит, приняли римскую религию. Территория была заселена многими иммигрантами из разных частей Римской империи — в основном, из Италии.

## История
Перед приходом древних римлян, на территории Балканского полуострова жили многочисленные иллирийские племена. Среди данных племен на территории нынешней Боснии и Герцеговины проживали: либурны, яподы (япиды), скордиски. В IV веке до н. э. кельты вторглись в Боснию и смешались с местным населением. Только в III веке до н. э. иллирийцам удалось сформировать достаточно сильное самостоятельное государство. Однако, оказавшись соседом Рима, оно пало после серии кровопролитных войн.
Территория современной Боснии и Герцеговины в Римской империи являлась частью провинции Иллирия, которая, в свою очередь делилась на Далмацию (горная и южная часть Боснии и Герцеговины) и Паннонию (северная Босния). Начиная 6-9 годов н. э. римляне получили возможность постоянно править регионом: в этот период начался процесс романизации иллирийского населения и создание более развитой экономики, а также — увеличение торговли. Местные жители в то время преимущественно были заняты в сельском хозяйстве: животноводство, охота и выращивание злаков. Римляне строили фермы, загородные виллы, термы (бани) и храмы.

### Римская провинция Далмация
Территория, сегодня относящаяся к Боснии и Герцеговине, принадлежала в римский период, по большей части, провинции Далмация. Регион получил своё название по самому известному местному племени «Dalmata». Границы Далмации проходили по реке Mat (Албания) до устья Rasa в Истрии. Позже Император Диоклетиан несколько изменил границы региона.
Античный город Салона являлся главным городом региона — здесь пересекались все дороги. После того как Империя была разделена Западную и Восточную, регион стал пограничным между ними.

### Римская провинция Паннония
Провинция Паннония граничила на юге с Далмацией, на западе — с Истрией и Норик, а на юго-востоке — с Мезией.
После того как германские племена в 166 году разорили Паннонию, появились признаки заката Империи. Попытка императора Диоклетиан провести экономические и административные реформы в стране стала ответом на гражданские войны и экономическую нестабильность. Его реформы продолжил Константин Великий.

## Экономика
Римляне достаточно быстро обнаружили, что в Боснии есть богатые залежи полезных ископаемых: серебра, меди, железа и свинца. Появились крупные серебряные шахты (Сребреница), в Купресе велась добыча медьи, в Варезе — железа, а в Тузле — соли. Для того, чтобы ускорить освоение территории и развитие горнодобывающей промышленности, римляне построили ряд поселений, дорог и военных лагерей. Эти инженерные сооружения также способствовали развитию торговли и облегчили установление римского господства в Боснии. Наиболее важные маршруты расходились во всех направлениях от столицы Иллирии — Салоны (около современного города Сплит в Хорватии).

## Латинизации
Правление римлян в Боснии сопровождалось романизацией местного населения: коренные народы стали использовать латинский язык и алфавит, принятые римскую религию, и, таким образом, «потеряли этническую идентичность». В свою очередь, территория Боснии была заселена многими иммигрантами из разных частей Римской империи — в основном, из Италии; это были как римские солдаты-ветераны, так и колонисты.
Местные римские легионы в основном набирались из самих иллирийцев — и к концу II века регион стал источником военной силы для целого ряда губернаторов и военачальников, которые позже стали Римскими императорами. Первый из них, Септимий Север, распустил преторианскую гвардию и заменил её иллирийскими войска.

## Раздел империи
Римский император Диоклетиан провёл административное реформу Империи, введя деление страны на Восточную и Западную части. Река Дрина в 297 году стала границей между Востоком и Западом — и, считается, что «в цивилизационном плане» это верно и по сей день. Реформы Диоклетиана продолжил и император Константин: он перенес свою резиденцию из Рима, который — из-за все более частых варварских нападения — был под угрозой. Таким образом был создан «новый Рим» в городе Византия, который затем стал Константинополем (сегодня — Стамбул).